# Dornier Do 214
Il Dornier Do 214 era un grande idrovolante a scafo centrale, a lungo raggio sviluppato dall'azienda tedesca Dornier-Werke GmbH durante la seconda guerra mondiale e rimasto a livello di progetto.

## Storia del progetto
Originalmente progettato per il servizio passeggeri transatlantico come il Do P.93 per la tratta Lisbona-New York, fu riprogettato come P.192 per il servizio militare all'inizio del 1940.
Nel 1941 fu costruito un modello a grandezza naturale della fusoliera per valutare la struttura interna; la fusoliera fu snellita. Le ali presentavano un piccolo angolo di freccia.
Otto Daimler-Benz DB 613 a 24 cilindri con doppi pistoni pensavano alla propulsione, con quattro motori in configurazione traente-spingente.
Quest'otto-motore fu pensato come aereo da trasporto militare, con un ampio portellone per portare anche veicoli e carichi voluminosi sul ponte superiore. Fu progettato anche come bombardiere a lungo raggio, aereo da rifornimento in volo e come supporto per gli U-Boot. Nel 1943 si capì che un idrovolante a lungo raggio non serviva alla situazione della guerra sempre peggiore, e il progetto fu cancellato.